# Lanfranco de Canterbury

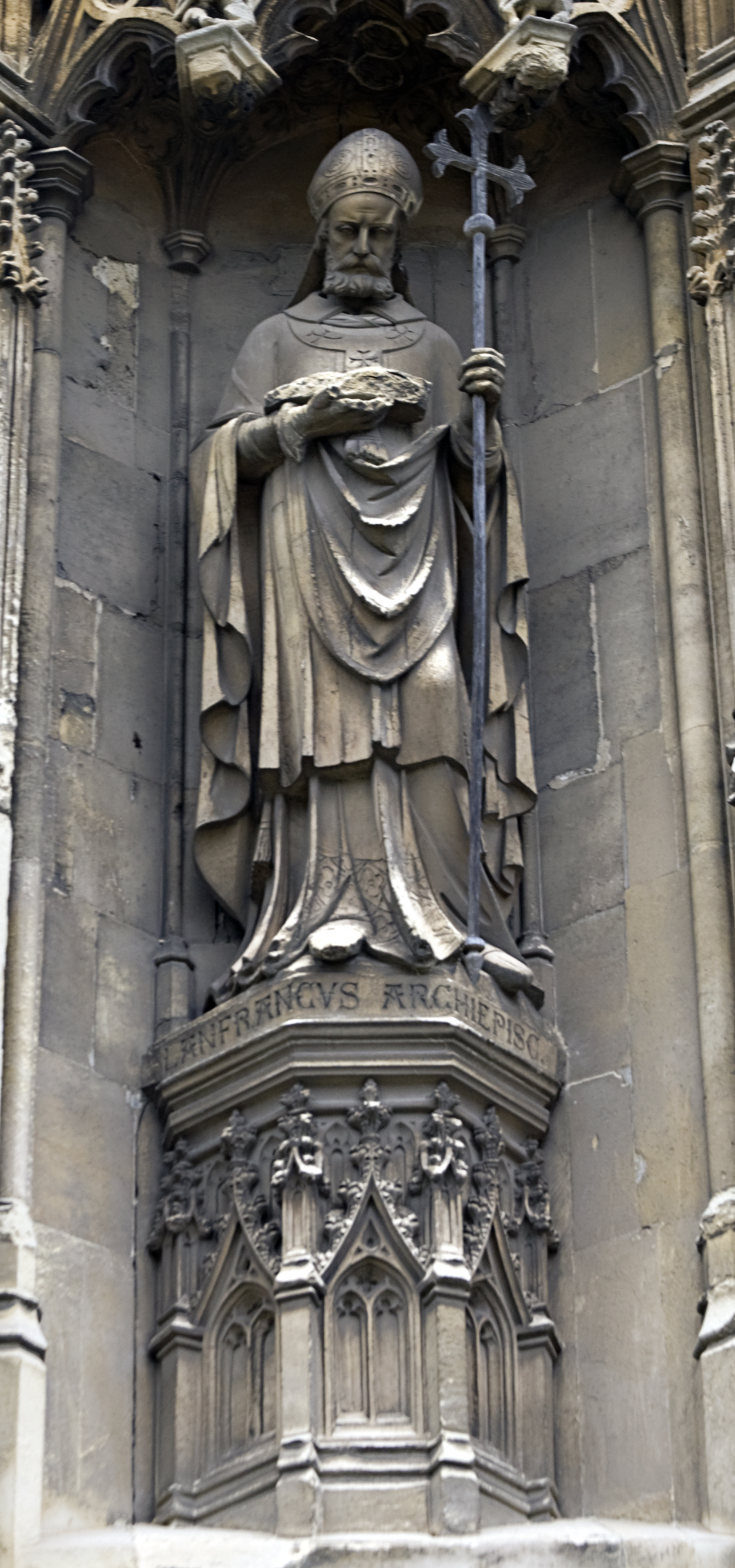
Estatua de Lanfranc.
Exterior de la Catedral de Canterbury.

Lanfranc de Canterbury, latinizado Lanfrancus Cantuarensis (1005-28 de mayo de 1089), arzobispo de Canterbury, nació a principios del siglo XI en Pavía. Fue formado en artes liberales y derecho canónico, en aquella época un campo por la cual era muy conocida el norte de Italia
Hay muy pocas o ninguna evidencia que mantengan el mito de que su educación incluyó Derecho Civil y nada que lo vincule con Irnerio de Bolonia como un pionero en el renacimiento de su estudio.
Por razones desconocidas y en una fecha incierta, cruzó los Alpes, pronto tomó el puesto de profesor en Normandía (Francia). Alrededor de 1039 se convirtió en el jefe de la escuela catedralicia de Avranches, donde enseñó durante tres años con notable éxito.
Pero en 1042 se pasa a la profesión monástica en la Abadía de Bec, fundada diez años antes en Normandía. Vivió en absoluta reclusión hasta que en 1045 el abad Herluin de Bec le nombra prior. Es entonces cuando Lanfranc funda una escuela en el monasterio que rápidamente adquiere una reputación que atrae a alumnos de todas partes y sus pupilos se los rifan no sólo en Francia y Normandía, sino también desde Gascuña, Flandes, Alemania e Italia. Muchos de ellos alcanzaron altas posiciones en la Iglesia como Anselmo de Canterbury y Anselmo de Lucca bajo el nombre de papa Alejandro II.
Paralelamente él se dedica a la exégesis y edición de textos de los Padres de la Iglesia, compuso comentarios sobre el Libro de los Salmos, la Ciudad de Dios de Agustín de Hipona y la Moralia, sive Expositio in Job de Gregorio Magno. El tema favorito de sus lecturas era la teología lógica y dogmática, por lo que tomó parte en la controversia eucarística al defender la doctrina de la transubstanciación, oponiéndose a Berengario de Tours que sostenía que la presencia de Cristo era puramente simbólica. Lanfranc fue uno de los primeros en recurrir a las categorías aristotélicas para distinguir la apariencia del pan y el vino de su esencia o sustancia, que es cambiada durante la consagración.
En 1050 asiste al concilio de Roma dónde hizo condenar a Berangario. Estuvo presente también en el concilio de Vercelli ese mismo año, en el de Tours en 1054 y finalmente en el de Roma de 1059 dónde la Iglesia adopta la presencia real. Berangario es de nuevo condenado y debe retractarse. Sobre 1063 Lanfranc redacta De corpore et sanguine Domini en respuesta a Scripta contra synodum de Berangrio, que era la retractación de su retractación de Roma.
Siendo aun prior de la abadía de Bec, se encargó de mediar entre el papa León IX y el duque de Normandía para que la Iglesia diera por válido el matrimonio de Guillermo el Bastardo y Matilde de Flandes celebrado en 1053. La Iglesia por aquel entonces no permitía los matrimonios entre primos de menos de siete grados de parentesco y los duques eran primos lejanos en quinto grado, finalmente Lanfranc lo consiguió en el concilio de Roma de 1059, a cambio la Iglesia invitó a los duques de Normandía a que construyeran cada uno una abadía y una iglesia como muestra de gratitud. En 1063 los duques ordenaron la construcción de la Abadía de las Mujeres y su iglesia de la Trinidad así como la Abadía de los Hombres y su iglesia de San Esteban en Caen. Tres años más tarde, en 1066, Lanfranc se convirtió en el primer abad de la iglesia de San Esteban.
Desde entonces Lanfranc ejerció una notable influencia en la política del duque y este último se benefició de los contactos de Lanfranc en Roma ya que por aquel entonces era papa Alejandro II, un antiguo alumno de Lanfranc. Obtuvo el apoyo de Roma para su expedición a Inglaterra asumiendo una actitud de cruzada contra el cisma y la corrupción y la bendición papal en la posterior conquista de Inglaterra. Guillermo adoptó la reforma de la Orden de Cluny.
Cuando el obispado de Ruan quedó vacante (1067), los electores pensaron en Lanfranc. Pero él declinó la oferta, y fue nominado para la primacía inglesa tan pronto como Stigand fue canónicamente depuesto (1070). El nuevo arzobispo enseguida comenzó una política de reorganización y reforma. Sus primeras dificultades fueron con Tomás de Bayeux, arzobispo electo de York y antiguo alumno suyo, quien afirmó que su obispado era independiente de Canterbury y exigió una jurisdicción sobre la mayor parte de las Midlands en Inglaterra.
Lanfranc, en una de sus visitas al papa para recibir su palio, obtuvo una orden de Alejandro II por la cual los asuntos en disputa se resolverían en un concilio de la Iglesia inglesa, que se llevó a cabo en Winchester en 1072. En este concilio, Lanfranc obtuvo la confirmación de la primacía que buscaba; no obstante nunca pudo asegurar su confirmación formal por el papado, posiblemente como resultado de la sucesión de Gregorio VII al trono papal en 1073.
Obtuvo el permiso del rey para tratar con los asuntos de la Iglesia en sínodos. En los casos de Odo de Bayeux (1082) y de Guillermo de San Calais, obispo de Durham (1088), usó su ingenio legal para justificar el juicio de obispos ante un tribunal laico.
Aceleró el proceso de sustitución de normandos por ingleses en todos los cargos de importancia; y aunque sus nominados eran normalmente respetables, no se podía decir que fueran mejores que los sustituidos.
El mayor servicio político de Lanfranc a Guillermo fue en 1075, cuando detectó y frustró la conspiración que había sido creada por los condes de Norfolk y Hereford. Waltheof, conde de Northumberland, uno de los rebeldes, pronto perdió el valor y confesó la conspiración a Lanfranc, que urgió al conde Roger para volver a su lealtad, y finalmente excomulgarlos. Lanfranc intercedió para salvar la vida de Waltheof.
A la muerte de Guillermo (1087) aseguró la sucesión de Guillermo Rufus, a pesar del descontento de los barones anglo-normandos; y en 1088 su exhortaciones indujeron a la milicia inglesa a luchar del lado del nuevo soberano contra Odo de Bayeux y su otro partidario, el duque Roberto II de Normandía. Exigió la promesa de un gobierno justo por parte de Rufus y no tuvo miedo a manifestarse cuando la promesa fue ignorada. Mientras vivió ejerció de control sobre las peores propensiones de la administración del rey. Pero su mano restrictiva fue quitada de en medio demasiado pronto. En 1089 fue afectado por una fiebre y murió el 24 de mayo entre lamentaciones.
A pesar de sus defectos morales e intelectuales fue el más eminente y desinteresado de todos aquellos los consejeros de Guillermo I. Como estadista intentó mantener el ideal tradicional de su cargo; como primado elevó los estándares de la disciplina y educación clerical. Creyó en el espíritu de papas como León IX.
Los esfuerzos de la Iglesia Cristiana de Canterbury para asegurarle el estatus de "Bendito" parece haber tenido sólo limitados efectos más allá de los círculos de la Orden Benedictina. Sin embargo, Lanfranc fue honrado unos 900 años más tarde al llevar su nombre una escuela abierta en Croydon, donde él reposa en el Old Palace.
- Datos: Q317098
- Multimedia: Lanfranc of Pavia / Q317098